# Клюворыловые
Клюворыловые, или клюворылые киты (лат. Ziphiidae), — семейство морских млекопитающих парвотряда зубатых китов. Одна из древнейших групп китообразных; старейшие окаменелости клюворылых датируются миоценом (ок. 20 млн лет назад).

## Общее описание
Мелкие и средние китообразные с длиной тела 3,4—13 м и массой 1—15 т. У некоторых видов самки крупнее самцов. Наиболее крупным из клюворыловых является северный плавун — это второй по размеру (после кашалота) зубатый кит. Рыло вытянуто в длинный, суженный, конусовидный клюв. У некоторых клюворыловых на лбу развита жировая подушка. На горле имеются 2—6 борозд, расходящихся сзади. Дыхало полулунной формы, обращено «рожками» вперёд или назад. Спинной плавник небольшой, серповидный, находится примерно на уровне заднепроходного отверстия. Грудные плавники небольшие. Задний край хвостового плавника без серединной выемки. Окрас обычно однотонный серый или бурый, иногда с белыми пятнами.
В черепе рострум длиннее мозговой коробки. Нижняя челюсть V-образная, шире верхней. Полость рта шершавая. У эмбрионов закладываются многочисленные зубы, которые позднее редуцируются. У взрослых китов на верхней челюсти зубов нет, на нижней 1—2 пары; только у тасманова кита бывает до 19 пар зубов вверху и 28 пар внизу. У самок зубы мельче, чем у самцов, часто совсем не прорезаются. У многих видов зубы сильно уплощены; особенно это выражено у ремнезубов. Число позвонков не превышает 50. Рёбер не более 10 пар; их грудные отделы не окостеневают.

## Образ жизни
Распространены в тёплых, умеренных и холодных водах всех океанов. В воды Антарктики заходят только 2 вида, а в воды Арктики — один. Держатся на глубине, на краю континентального шельфа и близко к океанским островам, включая Азорские и Канарские. Изучены слабо из-за особенностей местообитания и поведения; некоторые виды исследованы только по останкам и никогда не наблюдались в живом виде.
Питаются головоногими моллюсками, ныряя за ними на глубину нескольких сотен метров и оставаясь под водой 15—30 минут. Рекорд продолжительности погружения составляет 80 минут. У некоторых видов в рацион также входит рыба и ракообразные. Строение ротовой полости указывает на то, что клюворылы не ловят добычу зубами, а втягивают в рот, засасывая её вместе с водой. Наблюдались группами из 3—40 особей.
Практическое значение невелико; добываются в основном ради жира. Бутылконосы и плавуны являлись объектом ограниченного промысла. В настоящее время плавуны добываются у берегов Японии; высоколобый бутылконос был сильно истреблён в результате интенсивной добычи в северной части Северной Атлантики в конце XIX — начале XX века. Вылов рыбы и продолжающееся загрязнение Мирового океана, предположительно, негативно влияют на численность клюворылых китов, однако точно она неизвестна.

## Классификация
В семействе 6 родов и 24 вида. Это второе по величине семейство китообразных после дельфиновых.
- Род Плавуны (Berardius)
  - Северный плавун (Berardius bairdii)
  - Южный плавун (Berardius arnuxii)
  - Малый плавун (Berardius minimus)[4]
- Род Бутылконосы (Hyperoodon)
  - Высоколобый бутылконос (Hyperoodon ampullatus)
  - Плосколобый бутылконос (Hyperoodon planifrons)
- Род Австралийские ремнезубы (Indopacetus)
  - Австралийский ремнезуб (Indopacetus pacificus), или ремнезуб Лонгмана
- Род Ремнезубы (Mesoplodon)
  - Атлантический ремнезуб (Mesoplodon bidens)
  - Новозеландский ремнезуб (Mesoplodon bowdoini)
  - Ремнезуб Хаббса (Mesoplodon carlhubbsi)
  - Тупорылый ремнезуб (Mesoplodon densirostris)
  - Mesoplodon eueu[5]
  - Антильский ремнезуб (Mesoplodon europaeus)
  - Японский ремнезуб (Mesoplodon ginkgodens)
  - Ремнезуб Грея (Mesoplodon grayi)
  - Ремнезуб Гектора (Mesoplodon hectori)
  - Mesoplodon hotaula[6]
  - Ремнезуб Лейарда (Mesoplodon layardii)
  - Ремнезуб Тру (Mesoplodon mirus)
  - Mesoplodon perrini
  - Перуанский ремнезуб (Mesoplodon peruvianus)
  - Командорский ремнезуб (Mesoplodon stejnegeri)
  - Mesoplodon traversii
- Род Тасманийские клюворылы (Tasmacetus)
  - Тасманийский клюворыл (Tasmacetus shepherdi)
- Род Клюворылы (Ziphius)
  - Клюворыл (Ziphius cavirostris)

### Ископаемые виды
- Messapicetus gregarius — ископаемый вид живший в миоцене около 13,7—11,6 млн лет назад на территории современного Перу. Описан в 2010 году Джованни Бьянуччи с соавторами по останкам черепа[7].
- * Africanacetus ceratopsis Bianucci et al., 2007typus для семейства Africanacetus
- Africanacetus gracilis Ichishima et al., 2017

## На территории России
В водах России водятся 5 видов: высоколобый бутылконос (Hyperoodon ampullatus), клюворыл (Ziphius cavirostris), северный плавун (Berardius bairdi), командорский ремнезуб (Mesoplodon stejnegeri) и малый плавун (Berardius minimus).